# Tohoué
Tohoué è un arrondissement del Benin situato nella città di Ouinhi (dipartimento di Zou) con 5.614 abitanti (dato 2006).